# Alesana
Alesana é uma banda de post-hardcore formada em 2004 em Raleigh, Carolina do Norte, Estados Unidos. A banda possui cinco álbuns lançados: On Frail Wings of Vanity and Wax lançado em 2006, Where Myth Fades to Legend lançado em 2008, The Emptiness em 2010, A Place Where the Sun Is Silent em 2011 e "Confessions" em 2015. O terceiro álbum atingiu o nº 2 na Billboard Hard Rock, o nº 10 na Billboard Alternative e o nº 68 na Billboard 200.
Nas letras de suas músicas, a banda procura abordar temas da literatura e da mitologia. O terceiro álbum, por exemplo, é baseado em um poema de Edgar Allan Poe, enquanto as letras do segundo foram inspiradas nos Contos dos Irmãos Grimm.
O mais recente trabalho da banda, A Place Where the Sun Is Silent, foi lançado no dia 18 de outubro de 2011, e é o primeiro álbum da banda a ser lançado pela Epitaph Records.

## História
A banda oficialmente se formou em Raleigh, Carolina do Norte, porém seus primeiros shows locais foram realizados em Baltimore, e esta é considerada o "berço" da Alesana. O nome da banda deriva da rua Aliceanna St., que ficava em um bairro chamado Fells Point. Alesana foi a primeira banda que se juntou a Tragic Hero Records em 2005. Em maio do mesmo ano, lançaram seu primeiro EP, chamado Try This With Your Eyes Closed. Com o sucesso do EP, a banda tocou no Cornerstone Festival, e fizeram shows em todo os Estados Unidos.

### On Frail Wings of Vanity and Wax(2006 - 2008)
Em 2006, o baterista Will Anderson foi substituído por Jeremy Bryan, e Adam Ferguson entrara na banda como guitarrista/vocalista. Lançaram seu primeiro álbum de estúdio durante o verão americano de 2006, intitulado On Frail Wings of Vanity and Wax. Muitas músicas desse álbum foram inspiradas na mitologia grega, como de exemplo a canção "Ambrosia", que é baseada na história do Rei Midas e a Tocha Dourada, e "The Third Temptation of Paris" que é baseada na Guerra de Troia. O grupo assinou um contrato com a Fearless Records no mesmo ano, e relançaram o disco em março de 2007, além de lançar um videoclipe para a música "Ambrosia". Fizeram também uma versão acústica da música "Apology" para a coletânea Punk Goes Acoustic 2. Steven Tomany saiu da banda e foi substítuído Shane Crump no baixo. Eles também tocaram no Warped Tour 2007. "On Frail Wings of Vanity and Wax" destacou-se na Billboard Heatseekers, ficando em nº 44.

### Where Myth Fades to Legend(2008 - 2009)
Em 3 de junho de 2008, o segundo álbum fora lançado, chamado Where Myth Fades to Legend. Os vocais femininos que havia em algumas faixas do álbum pertenciam a irmã de Shawn Milke, Melissa. Como no álbum anterior, a banda se baseou em suas histórias preferidas, dessa vez em contos dos Irmãos Grimm. O álbum foi produzido por Steve Evetts e gravado em Los Angeles, California. A música "Seduction" foi o primeiro single do álbum, assim como o videoclipe gravado em seguida.

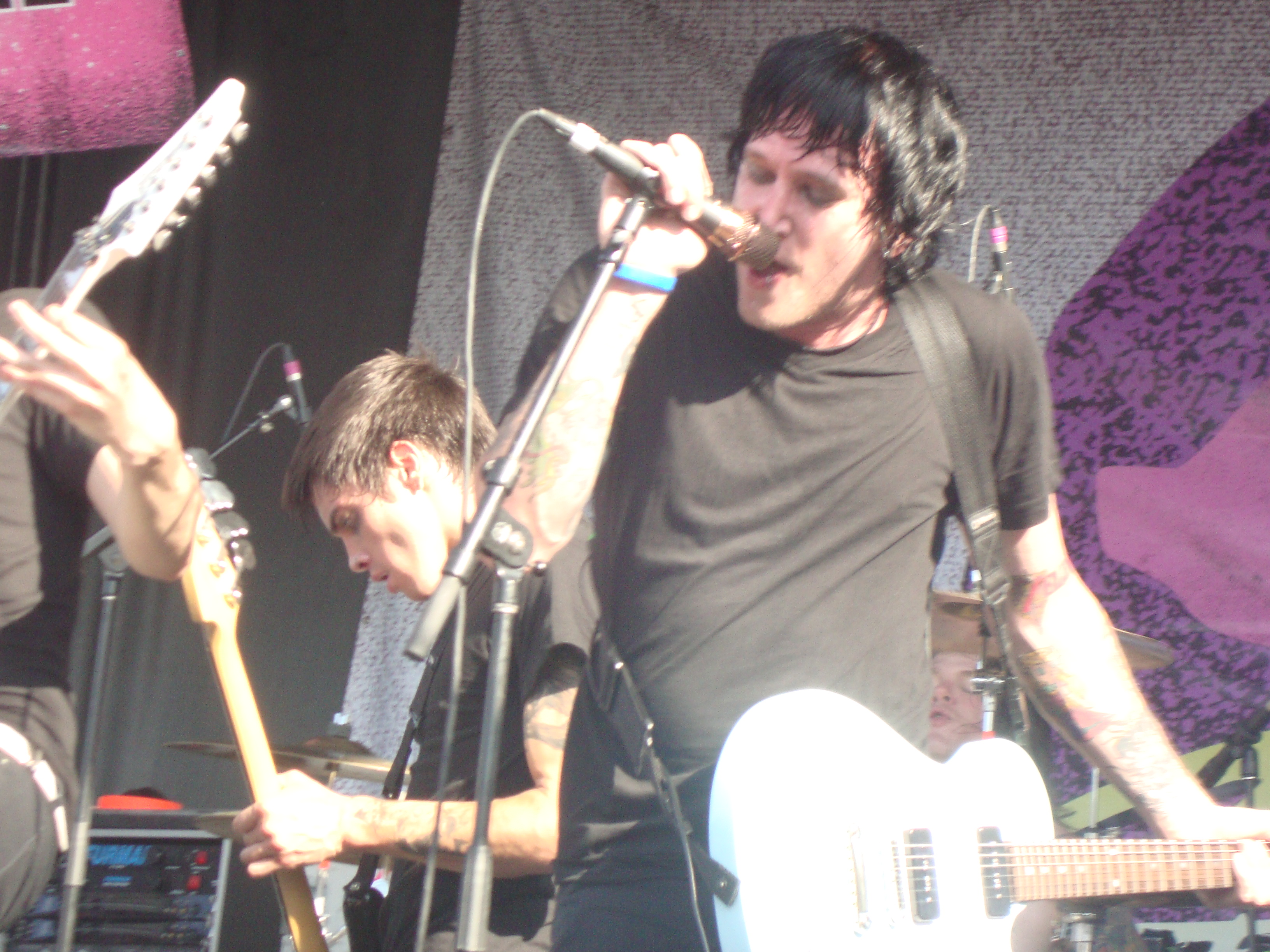
Shawn Milke no Vans Warped Tour 2010

Durante a Warped Tour de 2008, Shane Crump teve que sair da banda por motivos pessoais, sendo temporariamente substituído por Jake Campbell. Com a volta de Shane, Jake assumiu oficialmente a guitarra base no grupo. Em 2009, mais uma vez a banda participa da série Punk Goes..., desta vez na edição Punk Goes Pop 2, com um cover da música "What Comes Around" de Justin Timberlake.
O álbum entrou na Billboard 200 na posição nº 96, e na Billboard Hard Rock Album em nº 13.

### The Emptiness(2009 - 2011)
Shawn Milke anunciou em Fevereiro que Alesana já havia começado a escrever um novo material para o novo álbum que estaria por vir. Eles foram ao estúdio para as gravações em Portland, Oregon em julho de 2009 com o novo produtor Kris Crummett (Emarosa, Dance Gavin Dance). O álbum, segundo Shawn em uma entrevista a The Rave TV, teria como título The Emptiness, que também fora confirmado no Myspace da banda. Foi postado todo o progresso e andamento do álbum ao fãs na página do Alesana no twitter, no Myspace e também no site oficial, que mostrava também alguns Videologs da banda no estúdio e gravação das músicas. Nesse período de gravação, Shawn Milke fez uma participação especial na música "Hey There Mr. Brooks" da banda de metalcore Asking Alexandria. Eles se apresentaram como headline no Vs. Tour junto com as bandas Enter Shikari, Madina Lake, Asking Alexandria e outras. Durante o show, incluíram duas músicas novas do The Emptiness, "To Be Scared By An Owl" e "The Thespian". Em novembro, a música "To Be Scared By An Owl" foi disponibilizada no myspace para streaming.

The Emptiness foi lançado em 26 de Janeiro de 2010, como já havia sido anunciado no myspace da banda. A música "The Thespian" ganhou um videoclipe, que foi lançado em março do mesmo ano.

### A Place Where The Sun is Silent(2011 - 2014)
Em 25 de Janeiro de 2011 a Epitaph Records assina com a banda, que deixa a gravadora Fearless Records. O anúncio é feito através de sua página no facebook e após finalizarem os shows restantes das turnês de seu último álbum, anunciaram a vinda de um novo álbum, e que iriam começar a trabalhar nele em breve. Depois de finalizarem a escrita do álbum, entraram no estúdio para iniciar as gravações em 25 de março e depois de um pouco menos de dois meses, exatamente no dia 30 de maio o álbum já estava inteiro gravado. No dia 22 de julho, durante uma apresentação da banda na All Star Tour, Shawn anuncia que o novo álbum iria se chamar A Place Where The Sun is Silent e revelou a data de lançamento do álbum. Após a grande notícia, neste mesmo show a banda toca duas músicas inéditas do álbum, uma chamada "The Fiend" e a outra "Circle VII: The Sins of the Lion". O álbum foi lançado no dia 18 de outubro.

### The Decade EP (2014 - atualmente)
Alesana anunciou que gravará um novo ep em comemoração a 10 anos de banda. A banda informou que fará uma pausa nas gravações de seu novo álbum (que está, ou estava, previsto para 2014) para que possam se concentrar totalmente na criação do novo ep. Intitulado "The Decade" o novo trabalho está previsto para 1º de abril e terá uma dinâmica diferente nos seguintes aspectos:
1 - Letra: O grupo informou que escreverá sobre os momentos que passaram nessa última década, sobre os membros, as situações e tudo que envolve a banda.
2 - Sonoridade: "let's just crank some good old fashioned rock and fucking roll!". Isso significa (ou não) que a sonoridade antiga da banda (como em On Frail Wings of Vanity and Wax (2006) e Where Myth Fades To Legend (2008) pode aparecer novamente.
Após o lançamento do ep, Alesana voltará a produzir o álbum que encerrará a trilogia de Annabel, a qual teve início em "The Emptiness" e continuidade em "A Place Where The Sun Is Silent".
Fonte: https://web.archive.org/web/20140301224024/http://www.newsunderground.com.br/

## Integrantes
Membros Atuais
- Dennis Lee — Vocais guturais (2004–presente)
- Shawn Milke — Vocais limpos, guitarras, piano (ex-The Legitimate Excuse) (2004–presente)
- Patrick Thompson — Guitarras (2004–presente)
- Shane Crump — Baixo, backing vocals (ex-Your Name in Vain) (2007–presente)
- Jeremy Bryan — Bateria (2005–2024)
- Jake Campbell — Guitarras, backing vocals (ex-Twelve Gauge Valentine) (2008-2010) & (2012–presente)

Ex-membros
- Adam Ferguson — Guitarras, backing vocals (2006–2008)
- Steven Tomany — Baixo (2004–2007)
- Will Anderson — Bateria (2005–2006)
- Daniel Magnuson — Bateria (2004–2005)
- Alex Torres - Guitarras (ex-Eyes Set To Kill) (2010–2012)

Membros de Turnê
- James Milbrandt - Vocais guturais (Ex-Serianna) (2013–2013)
- Jacklyn Kay - Vocais guturais, backing vocals, voz feminina (2013–2013)

Linha do Tempo

## Discografia

### Álbuns de estúdio
| Ano  | Álbum                                                                                  | Lista de posições | Lista de posições | Lista de posições    |
| Ano  | Álbum                                                                                  | Billboard 200     | Top Heatseekers   | Álbuns Independentes |
| ---- | -------------------------------------------------------------------------------------- | ----------------- | ----------------- | -------------------- |
| 2006 | On Frail Wings of Vanity and Wax - Gravadora: Tragic Hero (re-lançamento por Fearless) |                   | 44                |                      |
| 2008 | Where Myth Fades to Legend - Gravadora: Fearless                                       | 96                |                   | 11                   |
| 2010 | The Emptiness - Gravadora: Fearless                                                    | 68                |                   | 11                   |
| 2011 | A Place Where the Sun Is Silent - Gravadora: Epitaph                                   | 55                |                   | 13                   |

EP
| Data de lançamento | Título                         | Gravadora         |
| 24 de Junho, 2005  | Try This with Your Eyes Closed | Tragic Hero       |
| 1 de Abril, 2014   | The Decade                     | Artery Recordings |

Singles
| Nome                     | Lançado                |
| ------------------------ | ---------------------- |
| "To Be Scared by an Owl" | 23 de Novembro de 2009 |
| "The Thespian"           | 8 de Dezembro de 2009  |
| "Fatima Rusalka"         | 13 de Dezembro 2013    |
| "Nevermore"              | 3 de Março 2014        |

## Videografia
| Ano  | Título                         | Álbum                            | Diretor        |
| ---- | ------------------------------ | -------------------------------- | -------------- |
| 2007 | "Ambrosia"                     | On Frail Wings of Vanity and Wax | Jeremy Jackson |
| 2008 | "Seduction"                    | Where Myth Fades To Legend       | Scott Hansen   |
| 2010 | "The Thespian"                 | The Emptiness                    | Stephen Penta  |
| 2011 | "Circle VII: Sins of the Lion" | A Place Where the Sun Is Silent  | Shawn Milke    |
| 2011 | "Lullaby of the Crucified"     | A Place Where the Sun Is Silent  | Stephen Penta  |
| 2014 | "Fatima Rusalka"               |                                  | Rita Baghdadi  |